# Borgman (Virginia Occidental)
Borgman es un área no incorporada ubicada dentro del Tercer Distrito, una división civil menor del condado de Preston, Virginia Occidental, Estados Unidos. Está catalogada como un asentamiento humano por la Junta de Nombres Geográficos de los Estados Unidos.
El número de identificación (ID) asignado por el Servicio Geológico de Estados Unidos es 1553953.

## Geografía
Se encuentra a una altitud de 690 m s. n. m. (2280 pies) según el conjunto de datos de elevación nacional.